# Naknada
Naknada ili provizija (lat. providere = snabdijevati, brinuti za) unaprijed je definirana naknada za posrednika kojom se plaća određena usluga. Uglavnom se definira kao postotni iznos vrijednosti poslovanja. Naknada za uslugu je rjeđe fiksan iznos.